# Saíde ibne Hamadã
Abul Alá Saíde ibne Hamadã (Abu ’l-ʿAlāʾ Saʿīd ibn Ḥamdān) foi um membro precoce da dinastia hamadânida que serviu como governador provincial e líder militar sob o Califado Abássida. Quando da revolta de seu irmão Huceine ibne Hamadã ca. 915, Saíde e seus outros irmãos permaneceram fieis ao califado e foram recompensados com posições seniores. Em 927/928, serviu no exército califal enviado para interceptar os carmatas que pretendiam atacar Bagdá e em 931 liderou uma campanha ordenada pelo califa Almoctadir (r. 908–932) contra a guarnição bizantina deixada por João Curcuas na recém-conquistada Melitene.
A expedição de Saíde contra Melitene foi bem sucedida e ele foi capaz de retoma a cidade e colocar um de seus tenentes como governador, embora não antes de levantar o cerco bizantino imposto a Samósata. Durante muitos anos ele e seu irmão Nácer confrontaram-se com o sobrinho deles Haçane, o futuro Nácer Adaulá (r. 935–967), pelo controle de Moçul. Nos conflitos iniciais Saíde foi capaz de manter-se no controle da cidade, mas por 934, foi assassinado por seu sobrinho que tornar-se-ia governador no ano seguinte depois de retornar da Armênia no ano seguinte. Saíde é lembrado como pai do celebrado poeta Abu Firas Hamadani.

## Vida

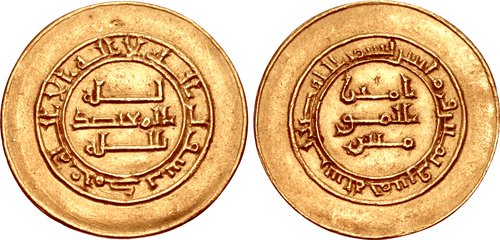
Dinar de ouro de Almutadide r.

Saíde era um filho do patriarca da família hamadânida, Hamadã ibne Hamadune. Sua família pertenciam à tribo Banu Taglibe, estabelecida na Jazira (Mesopotâmia Superior) desde antes das conquistas muçulmanas. Num padrão repetido através do Califado Abássida, os líderes taglibitas tomaram vantagem do colapso da autoridade califal central para aumentar seu controle sobre sua área de comando, centrada em Moçul; a última delas durante a década da Anarquia de Samarra (861–870). Apesar da subsequentemente reimposição da autoridade califal sob Almutadide (r. 892–902), a família foi rapaz de reter e consolidar sua influência na área graças ao irmão de Saíde, Huceine ibne Hamadã, que tornou-se um distinto general em serviço abássida. Huceine rebelou-se em ca. 915 após confrontar-se com o vizir, e foi executado em 918, mas seus irmãos permaneceram leais ao governo abássida e receberam posições seniores. Em 927/928, Saíde e seus irmãos serviram no exército califal enviado para parar os carmatas que dirigiam-se à Bagdá.

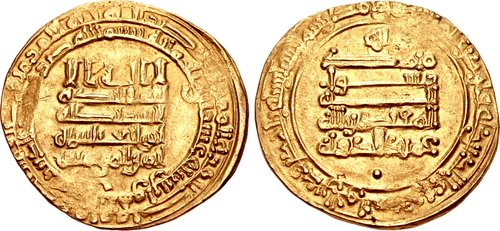
Dinar de Almoctadir r.

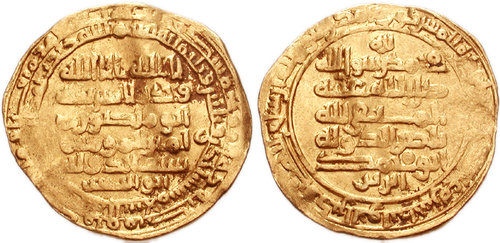
Dinar de Ceife Adaulá r. e Nácer Adaulá r.

Junto com seu irmão Nácer, Saíde disputou com seu sobrinho Haçane, o futuro Nácer Adaulá, o controle de Moçul. Em 931, após a conquista do fronteiriço Emirado de Melitene pelo exército bizantino sob João Curcuas, o califa Almoctadir (r. 908–932) nomeou-o governador de Moçul, com o objetivo de recuperar a cidade. Partindo em dezembro, Saíde conseguiu quebrar o cerco bizantino em Samósata, antes de mover-se para Melitene. A guarnição bizantina local, composta de seguidores do general armênio Melias, entrou em pânico e massacrou muitos dos habitantes por temer que revoltariam-se contra eles.
Os bizantinos então destruíram o quanto puderam da cidade antes de abandoná-la. Saíde tomou controle dela, nomeou um de seus tenentes como governador, e retornou para Moçul. De lá, lançou um raide em solo bizantino em novembro. Haçane readquiriu Moçul em 934, mas novamente as intrigas de Saíde na corte fizeram-o perdê-la. Como resultado, Haçane assassinou seu tio e fugiu para a Armênia, de onde retornou no final de 935 para tornar-se governador de Moçul. Haçane fundou o Emirado de Moçul praticamente independente sob os hamadânidas e governou-o até 967.
Através de uma escrava concubina de origem grega (uma um ualade, liberta após o nascimento do filho de seu mestre), Saíde foi o pai do distinto general e poeta Abu Firas Hamadani. Outro filho, Huceine, serviu como general sob Nácer Adaulá o seu irmão, o emir de Alepo Ceife Adaulá (r. 945–967) enquanto sua filha Xaciná tornou-se esposa de Ceife Adaulá e mãe de seu sucessor, Sade Adaulá (r. 967–991).